# 짐사저이 종루

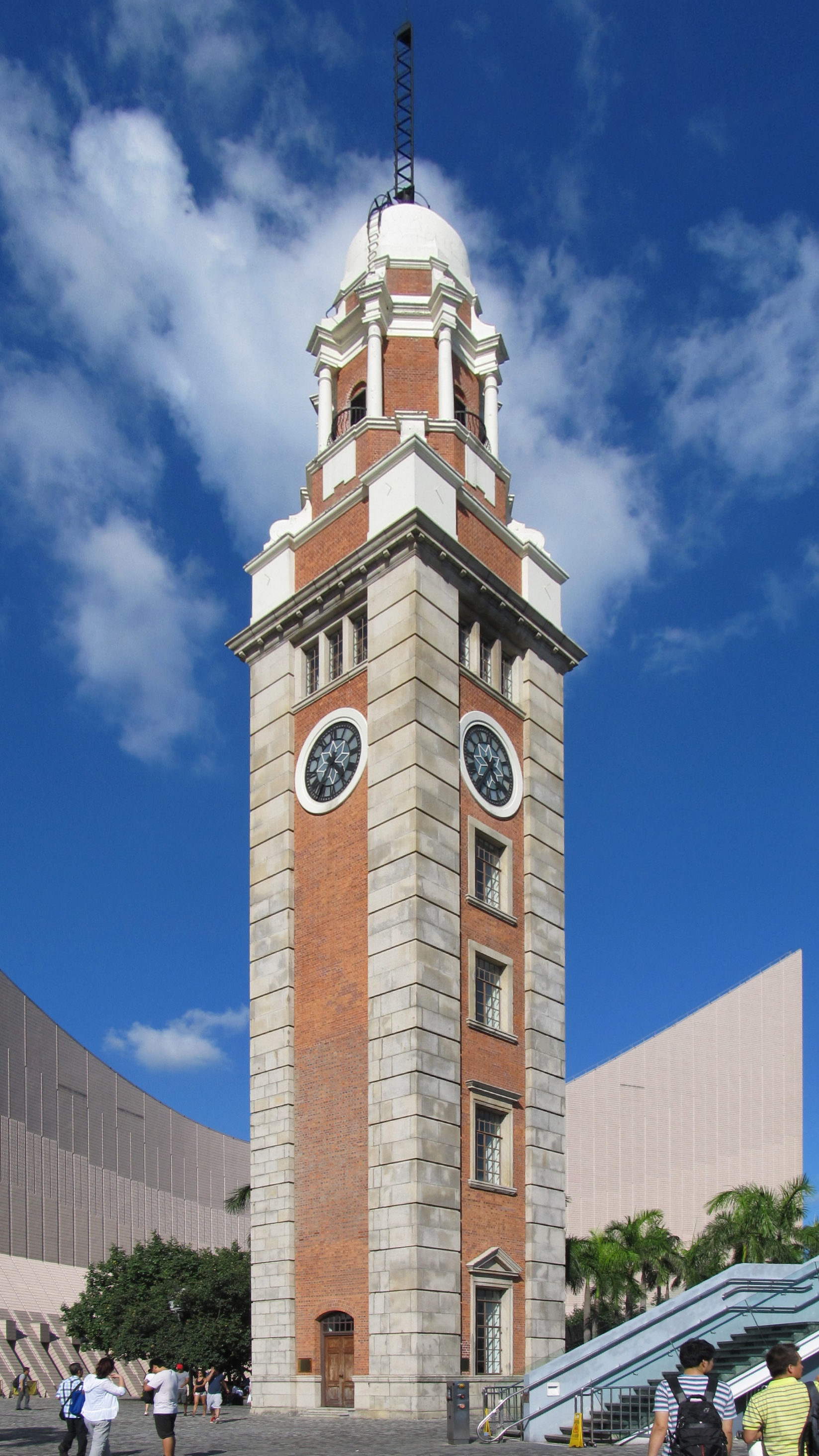
짐사저이 종루

짐사저이 종루(중국어 정체자: 尖沙咀鐘樓)는 홍콩 짐사저이에 위치한 종루이며, 짐사저이 역에서 유일하게 남아있는 건축물이다.